# The Mysterious Stranger (film, 1920)

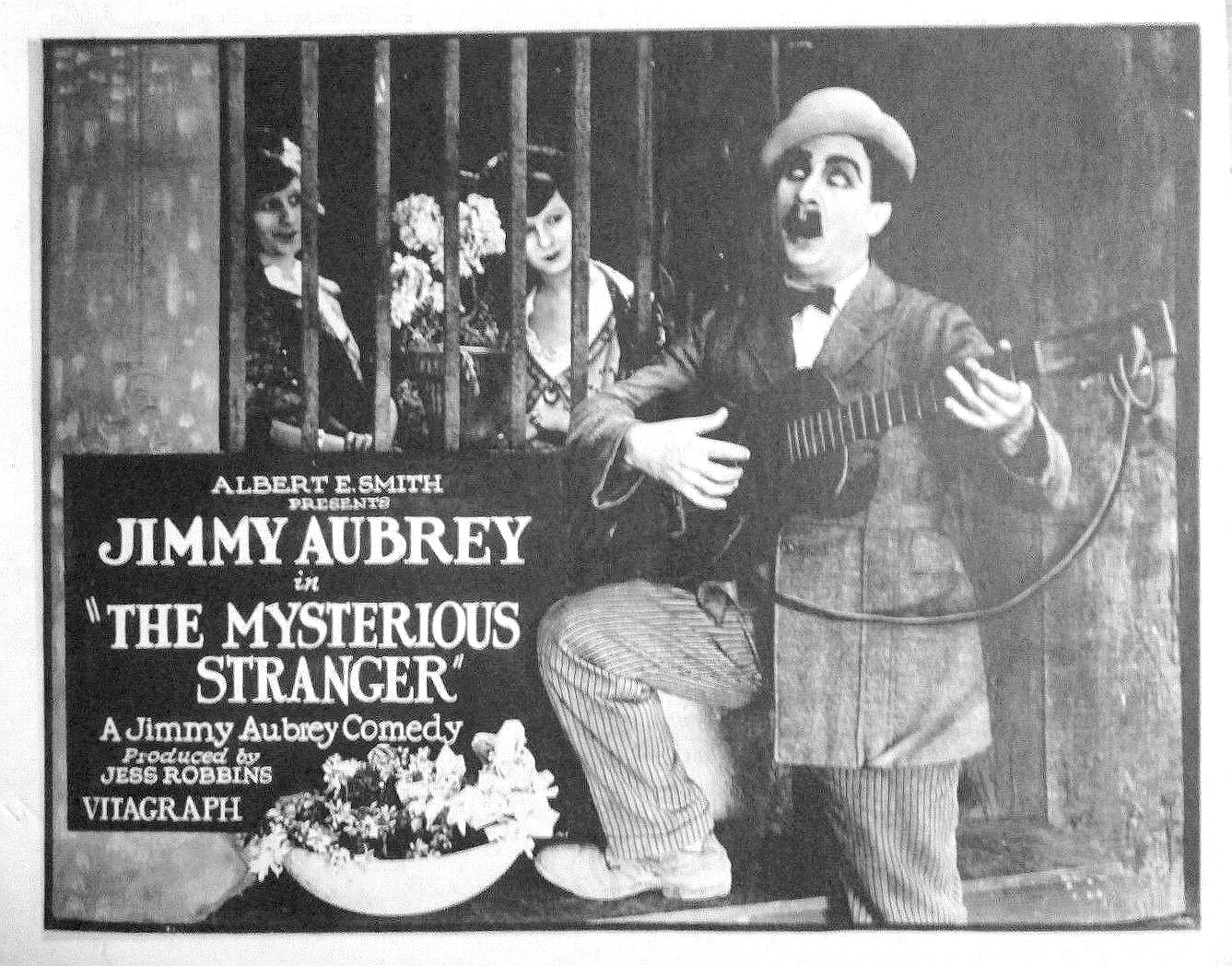
Carte promotionnelle du film

Pour les articles homonymes, voir The Mysterious Stranger.
The Mysterious Stranger est un court métrage américain sorti en 1920 avec Oliver Hardy, réalisé par Jess Robbins.

## Fiche technique
- Réalisation : Jess Robbins
- Scénario : Jess Robbins
- Producteur : 	Albert E. Smith
- distributeur : Vitagraph Company of America
- Durée : 2 bobines
- Date de sortie : 1er décembre 1920

## Distribution
- Jimmy Aubrey : le mystérieux étranger
- Oliver Hardy : Toreador (crédité Babe Hardy)
- Maude Emory : Señorita
- Vincent McDermott : Cabbie